# جولیا الکساندراتو
جولیا الکساندراتو (یونانی: Γαρυφαλλιά Αλεξανδράτου؛ زادهٔ ۲۴ نوامبر ۱۹۸۶) یک بازیگر فیلم پورنوگرافی، خواننده، و هنرپیشه اهل یونان است.